# ناحیه کاکس‌بازار
ناحیه کاکس‌بازار (به لاتین: Cox's Bazar District) یک ناحیه در بنگلادش است که در استان چیتاگونگ واقع شده‌است.

## خصوصیات
ناحیه کاکس‌بازار ۲٬۴۹۱٫۸۵ کیلومترمربع مساحت و ۲٬۲۸۹٬۹۹۰ نفر جمعیت دارد.